# Федосеевка (Окнянский район)
Федосеевка (укр. Федосіївка) — село, относится к Окнянскому району Одесской области Украины.
Население по переписи 2001 года составляло 420 человек. Почтовый индекс — 67920. Телефонный код — 4861. Занимает площадь 2,91 км². Код КОАТУУ — 5123184901.
В 1963 г. бывшее село Алексеевка Окнянского района объединено с селом Федосеевка.

## Местный совет
67920, Одесская обл., Окнянский р-н, с. Федосеевка